# Illacme plenipes
Illacme plenipes är en mångfotingart som beskrevs av Cook och Loomis 1928. Illacme plenipes ingår i släktet Illacme och familjen Siphonorhinidae. Inga underarter finns listade i Catalogue of Life.
Illacme plenipes har upp till 750 ben vilket är flest av alla djur på jorden.

## Bildgalleri

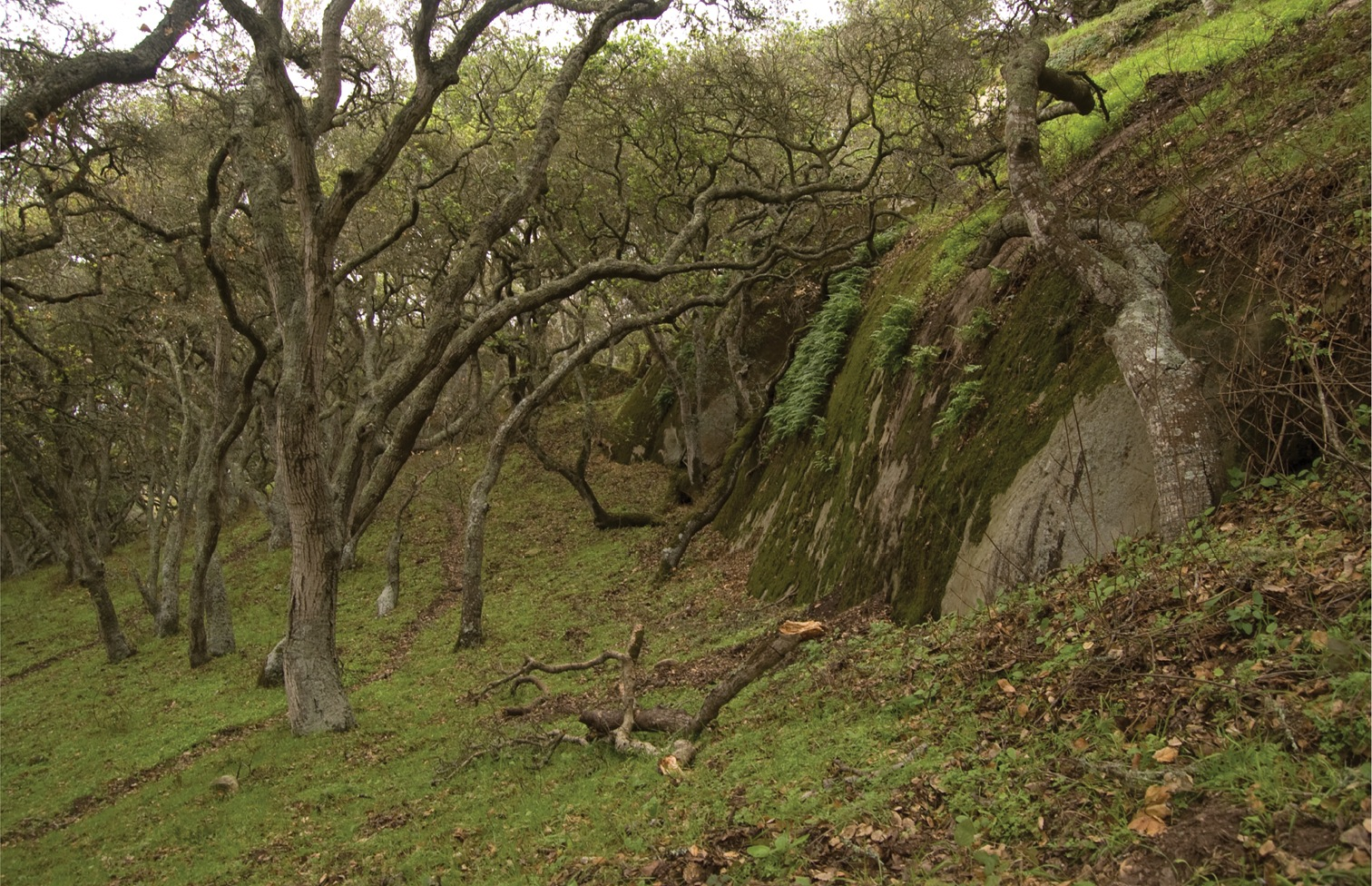
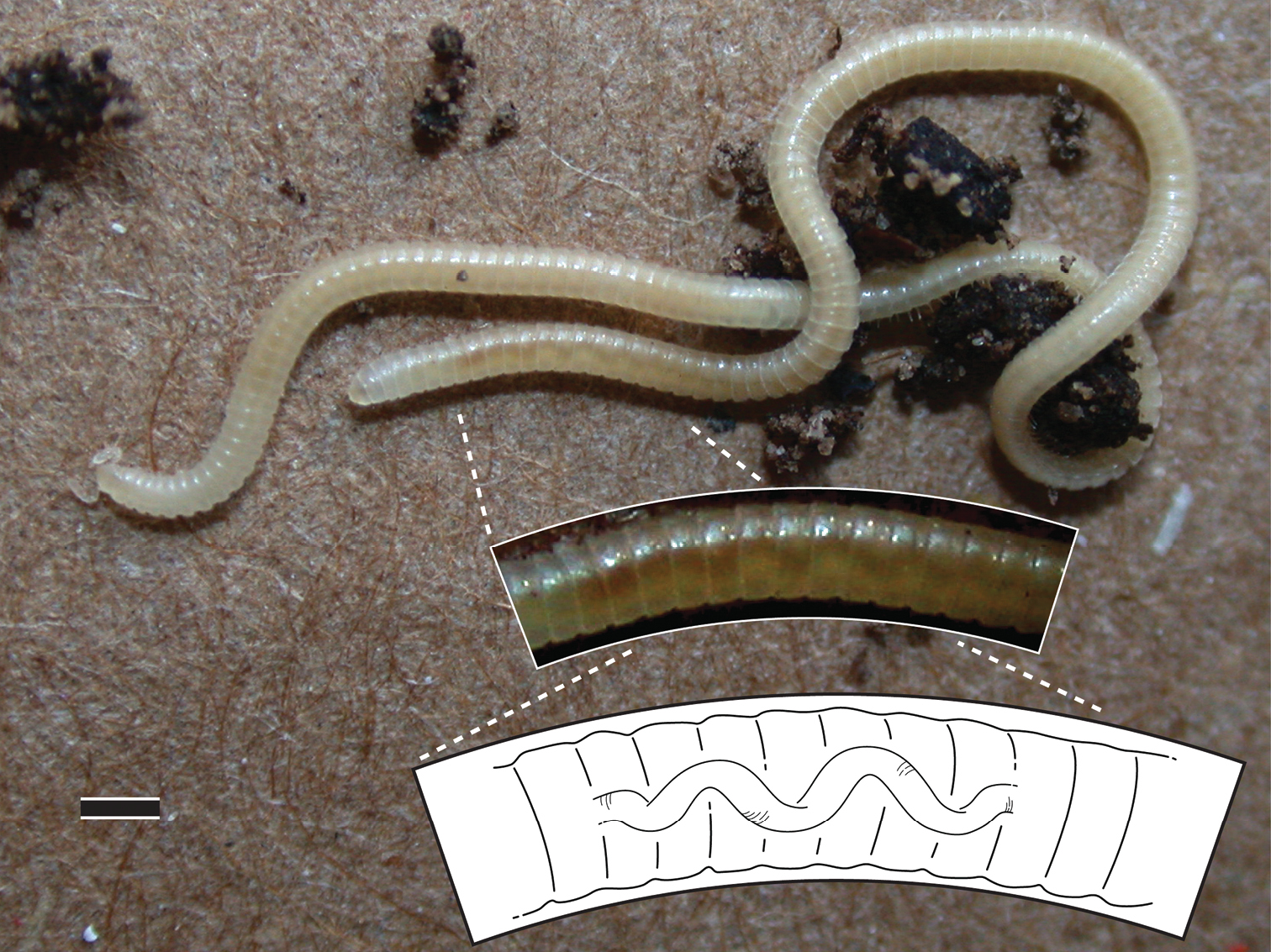